# Arvin Moazemi
Arvin Moazemi (Perzisch آروین معظمی گودرزی; Borujerd, 26 maart 1990) is een Iraans professioneel wielrenner. Hij nam namens zijn land deel aan de Aziatische Spelen en is vooral actief in de Aziatische circuits.

## Belangrijkste overwinningen
2009
1e etappe Ronde van Milad du Nour
2012
 Aziatisch kampioen tijdrijden, U-23
2015
Eindklassement en bergklassement Ronde van Singkarak
2016
Iraans kampioen tijdrijden, elite
Eindklassement en 2e etappe Jelajah Malaysia